# Трипалладийталлий
Трипалладийталлий — бинарное неорганическое соединение, интерметаллид палладия и таллия с формулой TlPd3, кристаллы.

## Получение
- Сплавление стехиометрических количеств чистых веществ:

{\displaystyle {\mathsf {3Pd+Tl\ {\xrightarrow {600^{o}C}}\ TlPd_{3}}}}

## Физические свойства
Трипалладийталлий образует кристаллы тетрагональной сингонии, пространственная группа I 4/mmm, параметры ячейки a = 0,410659 нм, c = 1,53028 нм, Z = 4, структура типа цинктриалюминия Al3Zn.
При температуре 1022 °C происходит переход в фазу тетрагональной сингонии, пространственная группа I 4/mmm, параметры ячейки a = 0,4146 нм, c = 0,7497 нм, Z = 2, структура типа триалюминийтитана Al3Ti.
Соединение образуется по перитектической реакции при температуре 1198 °C.